# Allanche
Allanche település Franciaországban, Cantal megyében. Lakosainak száma 783 fő (2022. január 1.). Allanche Landeyrat, Molèdes, Peyrusse, Pradiers, Vernols, Vèze, Sainte-Anastasie és Chalinargues községekkel határos.

## Népesség
A település népességének változása:
| Lakosok száma | 1513 | 1286 | 1220 | 947  | 855  | 759  | 790  | 799  | 796  | 783  |
|               | 1968 | 1982 | 1990 | 2006 | 2011 | 2015 | 2017 | 2019 | 2020 | 2022 |